# Condado de Crook (Wyoming)
O Condado de Crook é um dos 23 condados do Estado americano do Wyoming. A sede do condado é Sundance, que é também a sua maior cidade. O condado tem uma área de 7436 km² (dos quais 31 km² estão cobertos por água), uma população de 5887 habitantes, e uma densidade populacional de 0,79 hab/km² (segundo o censo nacional de 2000).

O condado foi fundado em 1875 e recebeu o seu nome em homenagem ao general-de-brigada George Crook (1828-1890), que prestou serviço durante a Guerra Civil Americana.

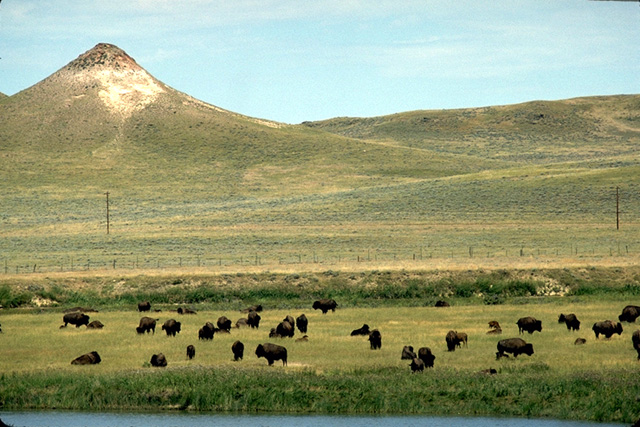
Búfalos no condado de Crook, no Wyoming